# Reese Witherspoon
Laura Jeanne Reese Witherspoon, född 22 mars 1976 i New Orleans, Louisiana, är en amerikansk skådespelare, producent och entreprenör. Witherspoon är känd bland annat för Legally Blonde-filmerna och rollen som June Carter Cash i filmen Walk the Line, vilken hon vann en Oscar för bästa kvinnliga huvudroll för. Witherspoon har spelat i en rad andra filmer, bland annat American Psycho och Sweet Home Alabama.

## Biografi
När Witherspoon var liten flyttade familjen till Wiesbaden i Tyskland, där de stannade fyra år. Därefter återvände de till USA och slog sig ned i Nashville i  Tennessee där Reese sedan växte upp.
Hon har varit fotomodell för den svenska klädkedjan Lindex.

### Privatliv
1999 gifte sig Witherspoon med skådespelaren Ryan Phillippe. Den 9 september samma år föddes dottern Ava Elizabeth Phillippe och den 23 oktober 2003 föddes sonen Deacon Reese Phillippe. I oktober 2006 gick Witherspoon och Phillippe ut med att de skulle skiljas. Skilsmässan gick igenom den 5 oktober 2007. Den 26 mars 2011 gifte hon sig med agenten Jim Toth. Den 27 september 2012 föddes deras första gemensamma barn, sonen Tennessee James Toth. Witherspoon och Toth skilde sig i mars 2023.

## Filmografi i urval
| År   | Filmtitel                           | Roll                        | Noter |
| ---- | ----------------------------------- | --------------------------- | --- |
| 1991 | Sommarmåne                          | Dani Trant                  | Nominerad – Chicago Film Critics Association Award for Most Promising Actress Nominerad – Young Artist Award for Best Young Actress Starring in a Motion Picture |
| 1991 | Wildflower                          | Ellie Perkins               | |
| 1992 | Desperate Choices: To Save My Child | Cassie                      | |
| 1993 | Äventyret i Kalahariöknen           | Nonnie Parker               | |
| 1993 | Jack the Bear                       | Karen Morris                | Young Artist Award for Best Youth Actress Co-Star |
| 1993 | Return to Lonesome Dove             | Ferris Dunnigan             | TV-miniserie |
| 1994 | S.F.W.                              | Wendy Pfister               | |
| 1996 | Freeway                             | Vanessa Lutz                | Cognac Festival du Film Policier Award for Best Actress |
| 1996 | Fear                                | Nicole Walker               | |
| 1998 | Twilight                            | Mel Ames                    | |
| 1998 | Overnight Delivery                  | Ivy Miller                  | |
| 1998 | Välkommen till Pleasantville        | Jennifer/Mary Sue           | Nominerad – Teen Choice Award for Funniest Scene |
| 1999 | En djävulsk romans                  | Annette Hargrove            | Blockbuster Entertainment Award for Favorite Supporting Actress Nominerad – Teen Choice Award for Sexiest Love Scene Nominerad – Teen Choice Award for Choice Actress |
| 1999 | Election                            | Tracy Flick                 | Kansas City Film Critics Circle Award for Best Actress National Society of Film Critics Award for Best Actress Online Film Critics Society Award for Best Actress Nominerad – American Comedy Award for Funniest Actress in a Motion Picture Nominerad – Chicago Film Critics Association Award for Best Actress Nominerad – Chlotrudis Award for Best Actress Nominerad – Golden Globe Award for Best Actress – Motion Picture Musical or Comedy Nominerad – Independent Spirit Award for Best Lead Female Nominerad – Las Vegas Film Critics Society Award for Best Actress Nominerad – Satellite Award for Best Actor – Motion Picture Musical or Comedy Nominerad – Teen Choice Award for Choice Hissy Fit |
| 1999 | Best Laid Plans                     | Lissa                       | |
| 2000 | Little Nicky                        | Holly                       | Cameoroll |
| 2000 | American Psycho                     | Evelyn Williams             | |
| 2001 | The Trumpet of the Swan             | Serena                      | Röst |
| 2001 | Legally Blonde                      | Elle Woods                  | MTV Movie Award for Best Comedic Performance MTV Movie Award for Best Dressed MTV Movie Award for Best Line Nominerad – Golden Globe Award for Best Actress – Motion Picture Musical or Comedy Nominerad – MTV Movie Award for Best Performance – Female Nominerad – Satellite Award for Best Actor – Motion Picture Musical or Comedy |
| 2002 | Mister Ernest                       | Cecily Cardew               | Nominerad – Teen Choice Award for Choice Actress |
| 2002 | Sweet Home Alabama                  | Melanie Carmichael          | Teen Choice Award for Choice Movie Liplock Nominerad – MTV Movie Award for Best Performance – Female Nominerad – Teen Choice Award for Choice Actress |
| 2003 | Legally Blonde 2                    | Elle Woods                  | Executiv producent |
| 2004 | Vanity Fair                         | Becky Sharp                 | |
| 2005 | Walk the Line                       | June Carter                 | Oscar för bästa kvinnliga huvudroll Austin Film Critics Association Award for Best Actress BAFTA Award for Best Actress in a Leading Role Boston Society of Film Critics Award for Best Actress Broadcast Film Critics Association Award for Best Actress Florida Film Critics Circle Award for Best Actress Golden Globe Award for Best Actress – Motion Picture Musical or Comedy Kansas City Film Critics Circle Award for Best Actress Las Vegas Film Critics Society Award for Best Actress National Society of Film Critics Award for Best Actress New York Film Critics Circle Award for Best Actress Online Film Critics Society Award for Best Actress San Francisco Film Critics Circle Award for Best Actress Satellite Award for Best Actor – Motion Picture Musical or Comedy Screen Actors Guild Award for Outstanding Performance by a Female Actor in a Leading Role Teen Choice Award for Choice Actress Washington D.C. Area Film Critics Association Award for Best Actress Nominerad – Empire Award for Best Actress Nominerad – MTV Movie Award for Best Performance |
| 2005 | Just Like Heaven                    | Elizabeth Masterson         | |
| 2006 | Penelope                            | Annie                       | Även som producent |
| 2007 | Utlämnad                            | Isabella Fields El-Ibrahimi | Nominerad – Teen Choice Award for Choice Actress |
| 2008 | Borta bäst, hemma värst             | Kate                        | |
| 2009 | Monsters vs Aliens                  | Susan Murphy / Enormica     | Röst |
| 2010 | How Do You Know                     | Lisa                        | |
| 2011 | Water for Elephants                 | Marlena Rosenbluth          | Nominerad – People's Choice Award for Favorite Movie Actress Nominerad – Teen Choice Award for Choice Movie Actress - Drama |
| 2012 | This Means War                      | Lauren Scott                | |
| 2012 | Mud                                 | Juniper                     | |
| 2013 | Devil's Knot                        | Pam Hobbs                   | |
| 2014 | Wild                                | Cheryl Strayed              | Nominerad – Oscar för bästa kvinnliga huvudroll |
| 2014 | The Good Lie                        | Carrie Davis                | |
| 2014 | Inherent Vice                       | Penny                       | |
| 2015 | Hot Pursuit                         | Rose Cooper                 | Nominerad – Teen Choice Awards |
| 2016 | Sing                                | Rosita                      | Röst |
| 2021 | Sing 2                              | Rosita                      | Röst |
| 2023 | Your Place or Mine                  | Debbie Dunn                 | Även producent |

| År        | Titel                                                 | Roll                      | Noter |
| --------- | ----------------------------------------------------- | ------------------------- | --- |
| 2000      | King of the Hill                                      | Debbie                    | 2 avsnitt Röst |
| 2000      | Vänner                                                | Jill Green                | 2 avsnitt 'The One With Rachel's Sister' & 'The One Where Chandler Can't Cry' Nominerad – American Comedy Award for Funniest Female Guest Appearance in a TV Series |
| 2002      | Simpsons                                              | Greta Wolfcastle          | 1 avsnitt Röst |
| 2003      | Freedom: A History of Us                              | Olika roller              | 3 avsnitt |
| 2009      | Monsters vs. Aliens: Mutant Pumpkins from Outer Space | Susan Murphy / Ginormica  | Halloween TV Special Röst |
| 2011–2012 | After Lately                                          | Sig själv                 | 2 avsnitt |
| 2017      | Big Little Lies                                       | Madeline Martha Mackenzie | 7 avsnitt |
| 2019      | The Morning Show                                      | Bradley Jackson           | Huvudroll |
| 2023      | Daisy Jones & The Six                                 | –                         | Efterbearbetning; Exekutiv producent |